# Callitriche heterophylla
Callitriche heterophylla är en grobladsväxtart som beskrevs av Frederick Traugott Pursh. Callitriche heterophylla ingår i släktet lånkar, och familjen grobladsväxter.

## Underarter
Arten delas in i följande underarter:
- C. h. bolanderi
- C. h. heterophylla

## Bildgalleri

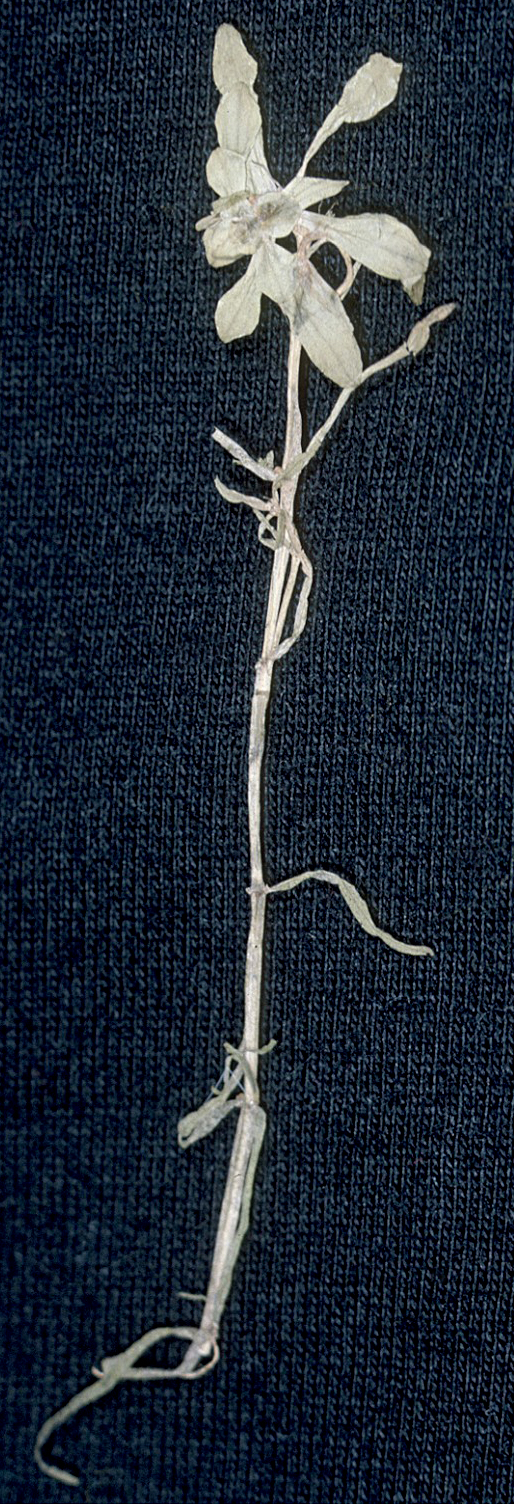